# Скотт Такер (плавець)
Скотт Такер (англ. Scott Tucker, 18 лютого 1976) — американський плавець.
Олімпійський чемпіон 1996 року, призер 2000 року.
Чемпіон світу з водних видів спорту 1998 року, призер 2003 року.
Чемпіон світу з плавання на короткій воді 2000, 2002 років.
Переможець Пантихоокеанського чемпіонату з плавання 1997 року, призер 2002 року.
Переможець Панамериканських ігор 1999 року.
Переможець літньої Універсіади 1995 року.